# Дени Дидро
Дени Дидро (на френски: Denis Diderot) е известен френски философ, просветител, писател, художествен критик. Основател и редактор на Енциклопедия или Тълковен речник на науките, изкуствата и занаятите (1751 – 1780). Заради атеизма и антиклерикализма си е и низвергван. Стои по-близо от другите материалисти метафизици от 18 век до идеята за самодвижение на материята. Изказва догадки за съществуване в неживата природа на способност за биологическа еволюция. Приема, че съзнанието на законодателите е решаващ фактор в историческото развитие. Развива реалистични естетически възгледи.

## Биография

### Произход и младежки години (1713 – 1743)
Дени/Дьони Дидро е роден на 5 октомври 1713 г. в Лангр в югозападната част на провинция Шампан, Франция. Семейството му има дребнобуржоазен произход. Баща му е потомствен занаятчия ножар. Той е първородният син в семейството, има още един брат и две сестри.
Първоначалното си образование получава в йезуитската школа в родния си град, където прави впечатление на наставниците си с острия си ум. Бащата Дидро готви първородния си син за духовно поприще, но той не усеща призвание за това. Младежът завършва Парижкия колеж „Аркур“ и това окончателно го откъсва от орбитата на йезуитите. Баща му склонява Дидро да се посвети на правото и младият човек започва работа в Париж в кантората на прочут юрист. Но запленен от литературата занемарява следването си. Поради това родителите му го лишават от издръжка. Така Дидро става един от многобройните свободни литератори в Париж. Издържа се с частни уроци по математика, която му се удавала, приема и всякаква друга работа. По собственото му признание започва да пише църковни проповеди за португалските колонии, за което му се заплаща.
С голям ентусиазъм Дидро се заема с изучаването на английски език, за да чете английските философи в оригинал. Макар че никога не успява да посети Англия, по-късно английският му помага да се сприятели с Лорънс Стърн и актьора Гарик в салона на барон Холбах.

### Семейство
Половин столетие Дидро живее в Париж като свободен литератор и философ. През 1743 г. се жени за Антоанет Шампион, дъщеря на вдовица, която през следващите десет години му ражда четири деца (две момчета и две момичета). От децата оцелява само една дъщеря, г-жа Вандьол, която пише първата биография за баща си и полага грижи по издирване на литературното му наследство.

### Период в Русия (1773)
През пролетта на 1773 г. почти шестдесетгодишен, Дидро приема поканата на руската императрица Екатерина Велика да ѝ гостува и се отправя за Санкт Петербург. В Русия той прекарва около осем месеца. За обратния път получава покана да се отбие при Фридрих II в Прусия, но предпочита да се спре за известно време в Холандия, след което се прибира в Париж.

### Последни години
По-голямата част от живота си великият просветител прекарва в Париж в скромен апартамент на петия етаж на стара сграда, където се намира неговият кабинет, отрупан с книги, съседства с трапезарията и детската стая. Едва през последните десет години Дидро живее сносно в хубава къща със семейството си, благодарение щедростта на руската императрица Екатерина II, която му купува дом в аристократичния квартал „Сен Жермен“. А цяло десетилетие преди посещението му в Русия Екатерина II предоставя личната си библиотека на просветителя и го назначава за свой придворен библиотекар, като му изплаща годишната заплата за петдесет години напред. По този повод Дидро обичал да се шегува, че честта го задължава да живее още цели петдесет години, за да си оправдае получената в аванс заплата.
През последните десет години от живота си, вече освободен от грижите по Енциклопедията, Дидро се посвещава изцяло на литературен труд.
Има предположения, че вследствие на остро простудно заболяване по време на пътуването му до Русия се разболява от туберкулоза. През лятото на 1784 г. болестта му се обостря и в края на юли същата година Дидро умира на 70-годишна възраст. Според твърденията на дъщеря му последните думи на Дидро, казани пред приятели, били: „Първата стъпка към философията е безверието...“

## Творчество

### Философски съчинения

#### „Философски мисли“
През 1746 г. младият Дидро публикува книгата „Философски мисли“, предизвикала голямо брожение сред просветителите. В нея той вече застъпва позициите на един просветен деизъм, който не отрича съществуването на Бога, но търси нови, по-ефикасни средства то да бъде мотивирано. Във „Философски мисли“ Дидро като че ли се доближава до пантеизма на Спиноза, откриващ Бога във всяко кътче на мирозданието. Бог не бива да стои затворен зад стените на храма – смята Дидро и произнася своята сакрална фраза: „Разширете Бога!“ (Elargisscz Dieu!). Заедно с призива на Волтер „Стъпчете нечестивата“ „Разширете Бога!“ се превръща в най-популярния девиз на епохата. Но за разлика от Волтер, който насочва острието на критиката си към римокатолическата църква, към религиозния фанатизъм и несъобразностите в Светото писание, Дидро е много по-аналитичен и подхожда към фундаменталните принципи на религията като философ и теолог. Книгата е оценена в религиозните среди като подкопаваща вярата и осъдена от Парижкия парламент на изгаряне. Това обаче не обезсърчава младия философ, който три години по-късно публикува друг текст, преценен като открито атеистичен – „Писмо за слепите в полза на зрящите“.

#### „Писмо за слепите, предназначено за зрящите“
„Писмо за слепите, предназначено за зрящите“ е есе, публикувано през 1749 година. В него Дени Дидро засяга въпроса за зрителното възприятие, интереса към който се възражда в тази епоха след няколко успешни операции за възстановяване на зрението на слепи по рождение деца (хирургическо лечение на вродена катаракта). Епохата засвидетелства множество спекулации и спорове за това какво е зрението и каква важност има то в начина, по който индивидът възприема света, или коя част от това възприятието се дължи на сетивата и каква на навика или опита. Дидро разсъждава за това, че сляп човек, който изведнъж проглежда не може веднага да разбере това, което вижда, и че ще му отнеме време, за да направи връзката между формите и разстоянията, с които той е свикнал да борави с осезанието, и образите, които възприема с окото си.

#### „Разговор между Даламбер и Дидро“
В забележителния философски диалог „Разговор между Даламбер и Дидро“ великият просветител доказва принципното си разбиране за това, че не съществува непроходима граница между „живата“ и неживата материя. Дидро се интересува от сложния въпрос за произхода на живота. Характерна за диалектическия стил на философа е следната реплика на Дидро в споменатия диалог:
| „ | Какво ще се случи, когато слънцето угасне? Растенията ще загинат, животните ще измрат и земята ще остане самотна и няма. Запалете светилото и мигом вие възстановявате необходимата причина за безброй нови поколения, за които не бих посмял да твърдя, че след столетия нашите днешни растения и животни ще се възпроизведат или няма да се възпроизведат. | “ |

Финалът на диалога, където Дидро само докосва проблема за безсмъртието на човека, като го полага във философски, а не в религиозен контекст.

#### Енциклопедията
Инициатор на съставянето на „Енциклопедия, или тълковен речник на науките, изкуствата и занаятите“ (Енциклопедията) става парижкият книгоиздател Андре льо Бретон. Издаването на енциклопедията продължава 25 години. Дидро е организатор, отговорен редактор, съставител на проспекта и автор на повечето от статиите по точните науки. Въпреки че Енциклопедията е дело на група автори (енциклопедисти), тя носи силния отпечатък на Дидро. През 1745 г. той е нает като преводач, организатор и ръководител на това начинание. Четири години по-късно е затворен заради написан от него памфлет, но за да не спре работата по съставянето на Енциклопедията, го освобождават. Поради затруднения в работата един след друг от нея се отказват Даламбер, Волтер и Русо. Остава само Дидро. При това Енциклопедията е трябвало да бъде създадена, без да черпи информация от съществуващите вече енциклопедии. И още: тя трябвало да бъде направена бързо, защото познанията стремглаво се развивали. Веднага след излизането на първите два тома Енциклопедията е забранена, но това трае само четири месеца поради бързата намеса на Мадам дьо Помпадур. Въпреки това за Дидро е невъзможно повече да публикува във Франция и затова през 1752 издава сборника „Избрани съчинения“ в Холандия.
Енциклопедията съдържа 35 тома, в които има 71 818 статии и 3129 илюстрации по всякакви теми: философия, търговия, религия, производство, естетика, техника, управление, естествени науки и др. В първите 28 тома (17 тома (60 000 статии) и 11 тома гравюри (илюстрации към текста)), са публикувани между 1751 и 1766 г., като излизат под редакцията на Дидро (въпреки че някои томове, състоящи се от илюстрации към текста не са публикувани до 1772 г.). Последните пет тома на Енциклопедията са написани от други автори през 1777 г., като двата тома индекси (показалци) излизат през 1780 г.
Много известни личности от епохата на Просвещението имат принос в създаването на статиите от Енциклопедията, включително Волтер, Русо, Монтескьо. Човекът с най-значим принос сред тях е Луи дьо Жокур, който е автор на 17 266 статии, или по около 8 на ден в периода 1759 – 1765 г.

### Литературни съчинения

#### „Монахинята“
Романът е написан през 60-те години на XVIII век, но е публикуван едва след смъртта на автора, през 1796 г. от книжаря Бюисон. Философският гений на Дени Дидро се разгръща и в дейността му на писател и социален критик. Ненапразно наричат романа му „Монахинята“ енциклопедичен. Това е анализ на движението на най-фините механизми в човешката душа с морализаторска цел. Дидро не описва чувствата, а външните им изяви.
Пред читателя се разкрива съдбата и отношението на младата Сюзан Симонен, вярваща в бога, но отричаща крайностите на религията, изолацията от социалния живот и робуването на свещени догми. Буйният ѝ нрав не може да се примири с подобен живот на отделяне от нормалната човешка среда. Тя не спира да се бори за свободата си, но разбира, че трудно се намират съюзници по пътя, който съдбата ѝ е отредила.
Историята, подтикнала Дидро да напише романа си, е свързана със съдбата на монахинята от Лоншан – Маргьорит Дьоламар (споменавана и като Сюзан Солие), която се опитва да се освободи от монашеския си обет и заинтересувалия се от нея маркиз дьо Кроамар. Маркизът се оттегля в имението си в Нормандия, но за да го върнат обратно в салона на мадам д‘Епине, Дидро и негови приятели решават да се превъплътят в монахинята Сюзан Симонен. Те започват да водят кореспонденция с него в продължение на повече от четири месеца. Чувствителният маркиз, трогнат от тежкия ѝ живот, е готов да стане неин покровител. Това принуждава Дидро да замисли болестта и смъртта на монахинята. Мистификацията е разкрита десет години по-късно. Романът е написан през същата 1760 г., първоначално под формата на изповед на Сюзан Симонен пред маркиз дьо Кроамар. През 1774 г., когато се завръща от Русия, писателят носи нов, редактиран вариант, който е издаден през 1796 г.

#### „Жак Фаталиста и неговият господар“
Основната тема на романа е пътешествието на Жак и неговия господар, чието име Дидро не споменава. Пътешествието на двамата герои е безцелно и в края на краищата се оказва условно, както са условни и образите на самите герои.
Във философски аспект „Жак Фаталиста и неговият господар“, има допирни точки с „Кандид“ на Волтер. Неслучайно героят на Дидро е наречен от него фаталист. И Жак, подобно на Панглос, счита, че всичко е написано предварително върху „великия свитък“ и всякаква съпротива срещу предначертаното от съдбата е безсмислена. Но докато Волтер стига до сарказъм и яростна гротеска в отрицанието си, Дидро остава в рамките на иронично-пародийния си стил. Жак е псевдофаталист, неговата вяра в предначертаното от съдбата е клише, а характерът му, доколкото е разкрит, е действен и находчив. Героят прилича повече на Кандид, отколкото на Панглос. Жак изповядва егоизъм и равнодушие, но се бунтува против несправедливостта. Също като Дидро, сърцето му спори с идеите, непобедимият инстинкт го кара да вярва в доброто, в душевната щедрост и в чувството, докато хладният му разум предпочита материалистичната философия.
Дидро не крие, че любовната история на Жак е заимствана от романа на Лорънс Стърн „Животът и възгледите на Тристрам Шенди“.

#### „Племенникът на Рамо“
Дени Дидро се спира на въпросите за политическото управление. Основно в неговата политическа теория е произведението му „Племенникът на Рамо“. В него той разсъждава върху природата на човека, съответстваща на неговото естествено състояние. Естествените закони са закони на природата, с които обществения живот трябва да се съобразява. При естествено състояние хората не познават неравенството.
Дидро счита, че стремежът към общуване е присъщ на човека. Поради различия в интересите, хората влизат в конфликт помежду си. Прогресът на обществото и възникването на частната собственост изискват съответна организация и ред.

#### „Парадокс за актьора“
Произведението на Дени Дидро „Парадокс за актьора“ повдига темата за емоционалността и основните качества, които актьорът би следвало да притежава, за да бъде съвършеният посредник между писателя и публиката. В основата му се забелязва един упрек към показната чувствителност и пошлостта на преиграването, както и желанието на Дидро да покаже защо е необходима провокацията и трансформацията на тази чувствителност в нещо по-стабилно и въздействащо.
Парадоксът е написан под формата на диалог, който започва с обсъждането на таланта и оценката, която се поставя на този талант. Разглеждайки го като природна дарба, на която предстои усъвършенстване, Дидро поставя на преден план не самия талант, а неговото рационализиране, опознаване и научаване. В „Парадокс за актьора“ виждаме как Дидро разглежда актьорското тяло многостранно – от неговото великолепие до посредствеността му. Естетиката му засяга въпросите за жанра, композицията, стила, актьора, публиката и езика. Той е един от философите на Новото време, който стимулира концепцията за театрална игра към промяна. Неговите произведения до голяма степен показват социалните и политически изменения на епохата, а възгледите му съпътстват важни идеологически промени във Франция. Дидро твърди, че един актьор е способен да изиграе всякакви характери, именно защото той няма свой собствен характер. Представата за актьора, на която залага в диалога, действително успява да накара читателя да подходи мнително към това, което се изобразява пред сетивата му – „Ако тези хора не бяха способни на такива ловки хватки, то не си струва да ходим на театър“.

## За театралното изкуство
За драматическата поезия Дени Дидро отбелязва, че драмата е преди всичко сценично изкуство и точно по тази причина според него при този жанр трябва да се набляга не толкова на въздействието, което идва от думите, а на въздействието, което произтича от впечатленията. Дидро не изключва възможността в добрата драма да има две относително самостоятелни интриги, но настоява, че развръзката и за двете трябва да дойде едновременно, защото в противен случай второстепенната интрига остава без поддръжка. Той е убеден, че не бива да се затъва в лансирането на излишни персонажи и че всички събития трябва да се свързват от невидими нишки.
Що се отнася до действието, според Дидро то не трябва да спира дори и в антрактите. Когато персонажите се появят отново и действието не е отишло напред, докато ги е нямало на сцената, това би означавало или че те са отдъхвали, или че други занимания са ги отвличали от него.
Дидро вярва, че в началото на драмата трябва повече да се говори, а към края – повече да се действа. Не е нужно развръзката да се крие от зрителите, тя може да се загатне още от началото на действието. Според Дидро всичко трябва да бъде ясно на зрителите. Те са довереници на персонажите, осведомени са и за случилото се, и за това, което ще се случва. Чрез тайната авторът подготвя изненада, а когато още от началото се знае всичко, той обрича зрителите на постоянно безпокойство, което е по-ценно. Интересът, заключава Дидро, не идва от това какво ще стане, а от това, как ще стане. Неизвестността и неувереността възбуждат, държат любопитството, но онова, което истински вълнува и възбужда само известните и очаквани неща.
Характерите в драмата се определят от ситуациите. А тяхна задача е да способстват ситуациите да стават по-сложни и по-драматични.
По подобие на Аристотел и Дидро, изяснявайки понятието правдоподобност, сравнява литературата с историята. При историята, казва той, фактът е даденост. При трагедията се появяват факти, ако авторът прецени, че това ще увеличи интереса към нея, а при комедията авторът измисля всичко. Но трябва да се има предвид и друго – природата и животът съчетават събития по необичаен начин, затова и често пъти това, което в литературата ни изглежда необичайно всъщност е заимствано отново от природата. Така че поетът винаги е правдоподобен според Дидро, но е по-малко правдив, ако го сравняваме с историка. По линия на правдивостта Дидро сравнява поета с философа и твърди, че за да бъде правдив, философът трябва да съобразява думите си, с естеството на предметите, а поетът – с естеството на характерите.
В „Беседи за незаконородения син“ Дени Дидро защитава принципа на трите единства, като го определя като труден за съблюдаване, но много разумен. Защото, докато в романа дребните случки придават правдоподобност и е естествено там вниманието да се разсейва от множество разнообразни неща, в драмата, която акцентира върху някакъв особен момент, е добре зрителят да е погълнат от едно – единствено нещо, т.е. Дидро защитава простата пиеса пред претрупаната с междинни случки. И подчертава, че ако не се спазва единството на времето и мястото, ходът на действието в пиесата винаги ще бъде объркан и двусмислен.
Важен за разбиранията за драмата от периода е и текстът на Дидро, озаглавен „Парадокс на актьора“. В него той подчертава, че основните качества на големия актьор са способността да разсъждава, да бъде студен и спокоен наблюдател, да бъде проницателен, но не и чувствителен, както и умението да подражава на всичко, т.е. предразположението към всякакъв вид роли и характери. Ако актьорът е чувствителен, той не би могъл да изиграе една и съща роля два пъти с еднакъв плам. Ако играе себе си, не може да излезе от това и да е достатъчно добър. Затова за Дидро е толкова съществено да се играе обмислено, като се изхожда от познанията за човешката природа, подпомогнати от въображението и паметта. Онзи, който има власт над публиката, не е екзалтираният, изпадащият в забрава актьор, а този, който се владее. Големите поети и актьори са заети с това, да наблюдават, опознават, подражават, за да могат да преживеят дълбоки вътрешни вълнения. Чувствителността не е свойствена на големия гений. Талантът се състои в това, актьорът да предаде точно и вярно външните белези на чувството.
Тук Дидро отново се връща и към същината на драмата, като подчертава, че един от основните закони е развръзката на пиесата да е в действието на сцената, а не в разказа за него, защото в противен случай напрежението отслабва. Правдивото не се крие в това, да се показват нещата такива, каквито са в природата, това е твърде обикновено. Правдивостта е в съгласуването на действията, думите, изражението на лицето, гласа, жестовете с един идеален образец, измислен от актьора и често пъти преувеличен от него. Големият актьор е човек, който се преструва било на трагик, било на комик и на когото поетът е продиктувал словото си. Големият актьор наблюдава явленията.

## Популярни съчинения

### Философски
- Писмо за слепите, предназначено за зрящите (1749)
- Мисли за обяснението на природата (1754)
- Разговор между Даламбер и Дидро (1769)
- Сънят на Даламбер (1769)

### Литературни
- Недискретните бижута (1748)
- Монахинята (1760)
- Племенникът на Рамо (1762)
- Жак Фаталиста и неговият господар (1773)

## В превод на български език
- Мисли по религията: с извлечение от „Философските мисли“, София, 1925 (47 с.)
- Философски съчинения (Състав. и встъп. студ. Елена Панова) София: Унив. изд. Климент Охридски, 2002 ISBN 954-07-1580-6
- Естетика и теория на изкуството (сборник). София: Наука и изкуство, 1981
- Сънят на Даламбер в Европейска философия, съст. Е. Панова, София: Наука и изкуство, 1967.
- Внукът на Рамо, София: Ст. Атанасов, 1912 (87 с.)
- Избрани творби (вкл.: Племенникът на Рамо, Жак Фаталиста и неговият господар, Монахинята; Състав., прев. от фр. Донка Меламед). София: Народна култура, 1983.
- Монахинята. София: Издателство на Отечествения фронт, 1986.
- Недискретните бижута,	Плевен: Евразия-Абагар, 1997 ISBN 954-450-074-X